# A Little Deeper
A 2002-es A Little Deeper Ms. Dynamite Mercury Prize-nyertes, platina debütáló nagylemeze. Szerepel az 1001 lemez, amit hallanod kell, mielőtt meghalsz című könyvben.

## Az album dalai
|     | Cím                                                                           | Hossz |
| --- | ----------------------------------------------------------------------------- | ----- |
| 1.  | Natural High (Interlude)                                                      | 0:56  |
| 2.  | Dy-Na-Mi-Tee                                                                  | 3:39  |
| 3.  | Anyway U Want It (közreműködik Keon Bryce)                                    | 3:42  |
| 4.  | Put Him Out                                                                   | 3:58  |
| 5.  | Brother                                                                       | 3:34  |
| 6.  | It Takes More (Bloodshy Main Mix)                                             | 4:39  |
| 7.  | Sick 'N' Tired                                                                | 3:34  |
| 8.  | Afraid 2 Fly                                                                  | 4:48  |
| 9.  | Watch Over Them                                                               | 1:16  |
| 10. | Seed Will Grow (közreműködik Ky-Mani Marley)                                  | 3:23  |
| 11. | Krazy Krush                                                                   | 3:44  |
| 12. | Now U Want My Love                                                            | 4:54  |
| 13. | Too Experienced (némely kiadás bónuszdala; az amerikai kiadáson nem szerepel) | 2:58  |
| 14. | Gotta Let U Know                                                              | 4:09  |
| 15. | All I Ever                                                                    | 4:31  |
| 16. | A Little Deeper/Get Up, Stand Up (pregap szám)                                | 10:25 |
| 17. | Danger (az amerikai kiadáson)                                                 | 3:14  |
| 18. | Ramp (Bonus Track: Get Up, Stand Up!) (az amerikai kiadáson)                  | 9:58  |

## Fordítás
- Ez a szócikk részben vagy egészben az A Little Deeper című angol Wikipédia-szócikk ezen változatának fordításán alapul.  Az eredeti cikk szerkesztőit annak laptörténete sorolja fel. Ez a jelzés csupán a megfogalmazás eredetét és a szerzői jogokat jelzi, nem szolgál a cikkben szereplő információk forrásmegjelöléseként.